# Richie Omorowa
Efosa Richie Omorowa, född 30 mars 2004 är en svensk fotbollsspelare (anfallare) som spelar för Degerfors IF i allsvenskan på lån från Samsunspor. 

## Uppväxt
Richie Omorowa är uppvuxen i Akalla på Järvafältet, i norra Stockholm.

## Klubblagskarriär
Richie Omorowas moderklubb är Akropolis IF. Via Kälvesta IoF kom han som 9-åring till AIK. Sommaren 2021 valde en 17-årig Omorowa att lämna "Gnaget" och deras P17-lag för spel med IF Brommapojkarna. Redan från start kom han att bli en del av A-laget, men han matchades till en början istället i P19 Allsvenskan.
Under debutsäsongen i IF Brommapojkarna vann klubben Ettan Norra, men Omorowa gjorde inga framträdanden under året. Tävlingsdebuten kom istället året därpå när IF Brommapojkarna förlorade med 0-2 mot Halmstads BK den 23 maj 2022. Under året blev det totalt 14 matcher, varav en från start, och tre mål när BP som nykomling vann Superettan 2022.
I den andra allsvenska omgången fick Omorowa också debutera i högstaserien, då han gjorde ett kort inhopp 1-2-förlusten mot Malmö FF den 8 april 2023. Den 4 maj 2023 gjorde Richie Omorowa sitt första allsvenska mål när han blev segerskytt i 1-0-segern mot IFK Värnamo. Målet var även speciellt då det var det första han gjorde under ordinarie speltid på seniornivå. Då samtliga av hans tidigare mål gjorts på övertid började klubben kalla honom för "Last minute Richie" och jämföra honom med Ole Gunnar Solskjær.
Efter en halv säsong i Allsvenskan såldes Omorowa i juli 2023 till nederländska Excelsior, enligt Expressen gick affären loss på cirka 800 000 kronor. I Eredivisie-premiären presenterade sig Omorowa direkt för sin nya klubb genom att göra 3-3-målet och därefter spela fram landsmannen Oscar Uddenäs till det avgörande 4-3-målet när Excelsior besegrade NEC den 13 augusti 2023. Säsongen 2024 slutade med uppflyttning till högsta ligan och klubben sålde honom till Samsunspor. De lånade i sin tur ut honom till Degerfors IF säsongen ut.

## Landslagskarriär
Richie Omorowa har representerat Sveriges U21-, U19- och U17-landslag. Förutom Sverige har han även möjlighet att representera Elfenbenskusten och Nigeria.
Det första framträdandet i den blågula tröjan kom den 17 september 2019 när P15-landslaget besegrade Norge med 3-1. Efter att ha stått utanför landslaget i två års tid fick Omorowa göra sin första U19-landskamp den 7 oktober 2021, då P17-landslaget förlorade med 1-4 mot Österrike. Han etablerade sig därefter i P04-landslaget och spelade i fem av sex kvalmatcher när landslaget misslyckades med att kvala in till U19-EM 2023. Den 30 augusti 2024 blev han för första gången uttagen i U21-landslaget.

## Statistik
| Klubb              | Säsong             | Liga               | Liga    | Liga | Nationell cup | Nationell cup | Internationell cup | Internationell cup | Övrigt  | Övrigt | Totalt  | Totalt |
| Klubb              | Säsong             | Division           | Matcher | Mål  | Matcher       | Mål           | Matcher            | Mål                | Matcher | Mål    | Matcher | Mål    |
| ------------------ | ------------------ | ------------------ | ------- | ---- | ------------- | ------------- | ------------------ | ------------------ | ------- | ------ | ------- | ------ |
| IF Brommapojkarna  | 2022               | Superettan         | 14      | 3    | 1             | 0             | -                  | -                  | -       | -      | 15      | 3      |
| IF Brommapojkarna  | 2023               | Allsvenskan        | 9       | 1    | 3             | 1             | -                  | -                  | 0       | 0      | 12      | 2      |
| Totalt             | Totalt             |                    | 23      | 4    | 4             | 1             | 0                  | 0                  | 0       | 0      | 27      | 5      |
| Excelsior          | 2023/2024          | Eredivisie         | 10      | 1    | 0             | 0             | -                  | -                  | 0       | 0      | 10      | 1      |
| Totalt i karriären | Totalt i karriären | Totalt i karriären | 33      | 5    | 4             | 1             | 0                  | 0                  | 0       | 0      | 37      | 6      |

## Personligt
Richie Omorowas pappa kommer från Nigeria och hans mamma kommer från Elfenbenskusten.
Richie Omorowa är kusin med fotbollsspelaren Christian Kouakou, som likt Omorowa har ett förflutet i AIK och IF Brommapojkarna.
Hans favoritlag under uppväxten var Chelsea medan hans favoritspelare var Yannick Bolasie.

## Meriter
IF Brommapojkarna
- Superettan (1): 2022